# Astragalus boeticus
Astragalus boeticus es una especie de planta herbácea perteneciente a la familia de las leguminosas. Es originaria del Norte de África en Marruecos e Islas Canarias.

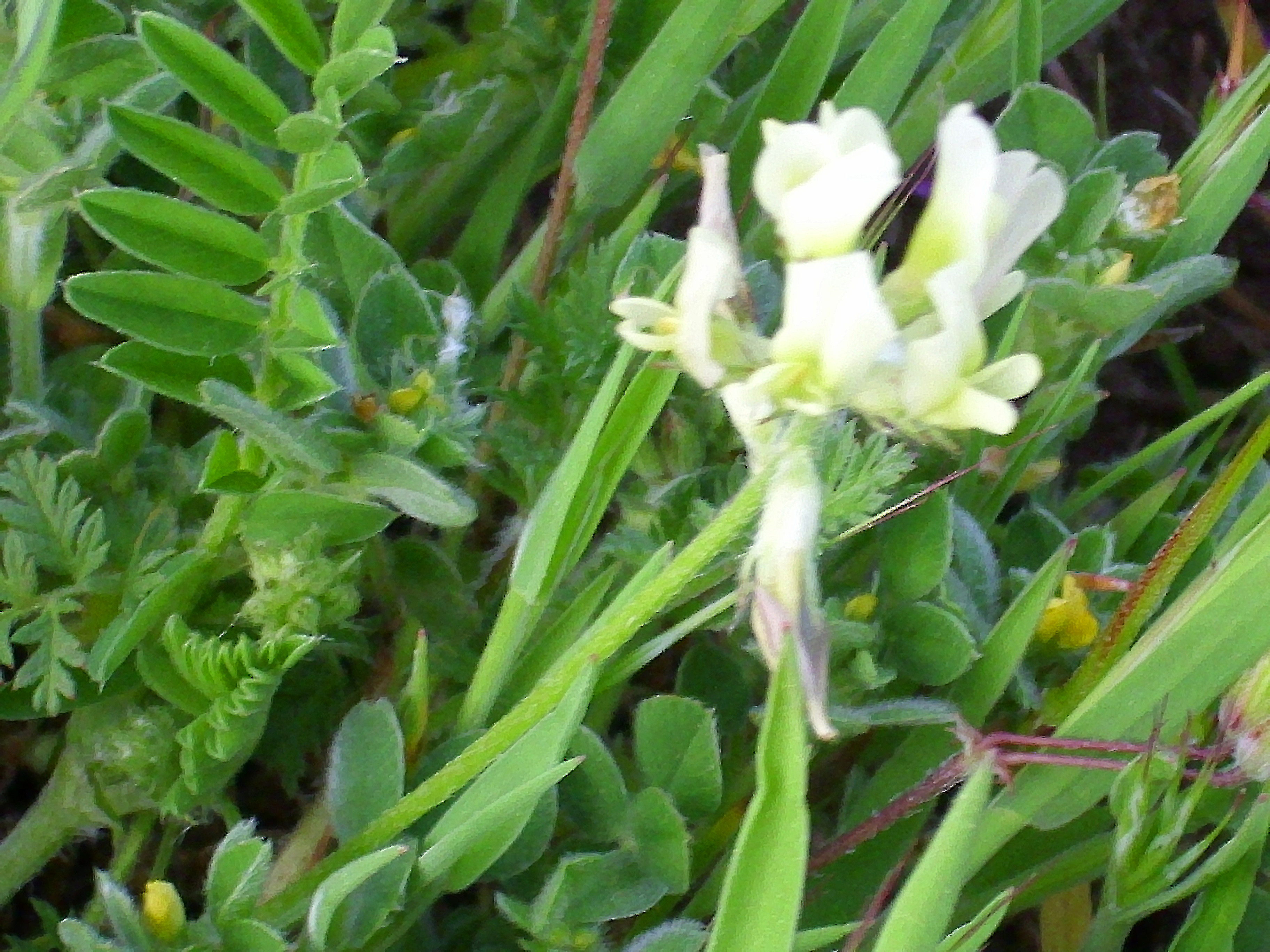
Hojas y flores

## Descripción
Astragalus boeticus es una especie de planta anual, posiblemente nativa de las islas Canarias. Se trata de una planta herbácea, que dentro del género se diferencia por su indumento, formado por pelos basifijos de 0,3-1 mm. Las hojas, de 8-15 cm, están formadas por 6-13 pares de foliolos, con estípulas verdosas y ciliadas, de 7-15 mm y soldadas al peciolo. Las flores poseen una corola blanquecina o amarillenta y un cáliz tubular, con todos los pelos negros o negros y blancos mezclados. Los frutos son biloculares y trígonos, con pico recurvo, dorso cóncavo, vientre aquillado y paredes esparcidamente pelosas. 

## Taxonomía
Astragalus boeticus fue descrita por Linneo y publicado en Species Plantarum 2: 758, en el año 1753. (1 de mayo de 1753)
Etimología
Astragalus: nombre genérico que deriva del griego astrágalos, nombre que se daba a una leguminosa.
boeticus: epíteto geográfico que hace referencia a Andalucía.
Sinonimia
- Triquetra baetica (L.) Medik. in Vorles. Churpfälz. Phys.-Öcon. Ges. 2: 376 (1787)
- Astragalus uncinatus Moench, Methodus 166 (1794), nom. illeg.
- Astragalus boeticus var. subinflatus Rouy in Rouy & Foucaud, Fl. France 5: 165 (1899)[3]

## Nombre común
Se conoce como "chabuscón".